# Chặng đua GP Nga 2021
Chặng đua GP Nga 2021 (tên chính thức Formula 1 VTB Russian Grand Prix 2021) là chặng đua thứ 15 của Giải đua xe Công thức 1 2021. Chặng đua diễn ra từ ngày 24 tháng 09 đến ngày 26  tháng 09 năm 2021 ở trường đua Sochi, Nga. Ở chặng đua này, Lewis Hamilton của đội đua Mercedes đã giành chiến thắng thứ 100 trong sự nghiệp.

## Diễn biến chính
Lewis Hamilton để tông rào ở buổi đua phân hạng và Lando Norris đã tận dụng tối đa cơ hội để giành pole đầu tiên trong sự nghiệp.
Ở cuộc đua chính, Carlos Sainz vượt lên dẫn đầu sau pha xuất phát, nhưng chỉ cần hơn 15 vòng là Lando Norris đã đòi lại vị trí dẫn đầu. Đến cuối cuộc đua, Lewis Hamilton vượt lên vị trí thứ hai, liên tục rút ngắn khoảng cách với Norris. Lúc này trời bắt đầu đổ mưa, Norris là tay đua vào pit muộn nhất nên đã phải trả giá, tụt xuống vị trí thứ 7. Với Hamilton, anh có được chiến thắng thứ 100 trong sự nghiệp, đồng thời chiếm luôn ngôi đầu trên bảng xếp hạng tổng của Max Verstappen.
Verstappen phải xuất phát từ vị trí cuối đoàn do lỗi thay động cơ, đã cán đích ở vị trí thứ hai.

## Kết quả
| Stt                                                              | Số xe | Tay đua            | Đội đua                   | Lap | Thời gian   | Xuất phát | Điểm |
| ---------------------------------------------------------------- | ----- | ------------------ | ------------------------- | --- | ----------- | --------- | ---- |
| 1                                                                | 44    | Lewis Hamilton     | Mercedes                  | 53  | 1:30:41.001 | 4         | 25   |
| 2                                                                | 33    | Max Verstappen     | Red Bull Racing-Honda     | 53  | +53.271     | 20        | 18   |
| 3                                                                | 55    | Carlos Sainz Jr.   | Ferrari                   | 53  | +1:02.475   | 2         | 15   |
| 4                                                                | 3     | Daniel Ricciardo   | McLaren-Mercedes          | 53  | +1:05.607   | 5         | 12   |
| 5                                                                | 77    | Valtteri Bottas    | Mercedes                  | 53  | +1:07.533   | 16        | 10   |
| 6                                                                | 14    | Fernando Alonso    | Alpine-Renault            | 53  | +1:21.321   | 6         | 8    |
| 7                                                                | 4     | Lando Norris       | McLaren-Mercedes          | 53  | +1:27.224   | 1         | 71   |
| 8                                                                | 7     | Kimi Räikkönen     | Alfa Romeo Racing-Ferrari | 53  | +1:28.955   | 13        | 4    |
| 9                                                                | 11    | Sergio Pérez       | Red Bull Racing-Honda     | 53  | +1:30.076   | 8         | 2    |
| 10                                                               | 63    | George Russell     | Williams-Mercedes         | 53  | +1:40.551   | 3         | 1    |
| 11                                                               | 18    | Lance Stroll       | Aston Martin-Mercedes     | 53  | +1:56.198   | 7         |      |
| 12                                                               | 5     | Sebastian Vettel   | Aston Martin-Mercedes     | 52  | +1 lap      | 10        |      |
| 13                                                               | 10    | Pierre Gasly       | AlphaTauri-Honda          | 52  | +1 lap      | 11        |      |
| 14                                                               | 31    | Esteban Ocon       | Alpine-Renault            | 52  | +1 lap      | 9         |      |
| 15                                                               | 16    | Charles Leclerc    | Ferrari                   | 52  | +1 lap      | 19        |      |
| 16                                                               | 99    | Antonio Giovinazzi | Alfa Romeo Racing-Ferrari | 52  | +1 lap      | 17        |      |
| 17                                                               | 22    | Yuki Tsunoda       | AlphaTauri-Honda          | 52  | +1 lap      | 12        |      |
| 18                                                               | 9     | Nikita Mazepin     | Haas-Ferrari              | 51  | +2 laps     | 15        |      |
| 193                                                              | 6     | Nicholas Latifi    | Williams-Mercedes         | 47  | Tai nạn     | 18        |      |
| Ret                                                              | 47    | Mick Schumacher    | Haas-Ferrari              | 32  | Rỉ dầu      | 14        |      |
| Fastest lap: Lando Norris (McLaren-Mercedes) – 1:37.423 (lap 39) |       |                    |                           |     |             |           |      |

Nguồn: Trang chủ Formula1

## Bảng xếp hạng sau chặng đua
|           | Stt | Tay đua         | Điểm  |
| --------- | --- | --------------- | ----- |
| 1         | 1   | Lewis Hamilton  | 246.5 |
| 1         | 2   | Max Verstappen  | 244.5 |
| Unchanged | 3   | Valtteri Bottas | 151   |
| Unchanged | 4   | Lando Norris    | 139   |
| Unchanged | 5   | Sergio Pérez    | 120   |
| Nguồn:    |     |                 |       |

|           | Stt | Đội đua               | Điểm  |
| --------- | --- | --------------------- | ----- |
| Unchanged | 1   | Mercedes              | 397.5 |
| Unchanged | 2   | Red Bull Racing-Honda | 364.5 |
| Unchanged | 3   | McLaren-Mercedes      | 234   |
| Unchanged | 4   | Ferrari               | 216.5 |
| Unchanged | 5   | Alpine-Renault        | 103   |
| Nguồn:    |     |                       |       |

- Chú thích: Chỉ liệt kê top-5 tay đua và đội đua dẫn đầu